# Loren Lester
Loren Lester (* 4. října 1960) je americký herec. Proslul především propůjčením svého hlasu postavě Dicka Graysona/Robina a Nightwinga v animovaných seriálech Batman: The Animated Series a The New Batman Adventures z DC Animated Universe.

## Kariéra
Lester započal svou hereckou kariéru v roce 1977 v animovaném snímku 5 Weeks in a Balloon na motivy stejnojmenného románu Julese Verna. Po skončení studia na Occidental College v Los Angeles mezi lety 1981 až 1987 vystupoval v úspěšném americkém seriálu The Facts of Life v roli mladíka Roye. V roce 1991 jej dabingová režisérka Andrea Romano obsadila do role Dicka Graysona/Robina v animovaném seriálu Batman: The Animated Series. V době mezi lety 1992 až 1995 pak Lester propůjčil hlas Robinovi celkem ve 30 epizodách první batmanovské animované série, jež se nakonec stala prvním animovaným seriálem v rámci kontinuity DC animated universe. Lester dále daboval Dicka Graysona coby superhrdinu Nightwinga v osmi epizodách navazujícího seriálu The New Batman Adventures v letech 1997 a 1998. Stejnou postavu daboval také v animovaném snímku Batman & Mr Freeze: SubZero z roku 1997.
Mezi další významné dabingové role Lorena Lestera patří Jordan Knight v patnácti epizodách seriálu New Kids on the Block z roku 1990, Hal Jordan/Green Lantern ve dvou epizodách animovaného seriálu Batman: The Brave and the Bold z let 2009 až 2011 nebo Danny Rand/Iron Fist ve dvou epizodách druhé série Avengers: Nejmocnější hrdinové světa (Avengers: Earth's Mightiest Heroes) z roku 2011. Daboval také postavu Man-Bata v počítačové hře Batman: Arkham Knight a Richarda Parkera ve hrách Spider-Man 2 a Ultimate Spider-Man. V roce 2020 se objevil v komedii Reality Queen! v roli Winstona Spritze.